# كريس ميلر (كاتب)
كريس ميلر (بالإنجليزية: Chris Miller)‏ هو كاتب وكاتب سيناريو أمريكي، ولد في 1942 في بروكلين في الولايات المتحدة.

## وصلات خارجية
- كريس ميلر على موقع IMDb (الإنجليزية)
- كريس ميلر على موقع قاعدة بيانات الأفلام السويدية (السويدية)
- كريس ميلر على موقع قاعدة بيانات الفيلم (الإنجليزية)
- كريس ميلر على موقع كينوبويسك (الروسية)